# Рудна (Любуське воєводство)
Рудна (пол. Rudna) — село в Польщі, у гміні Кшешиці Суленцинського повіту Любуського воєводства.
Населення — 70 осіб (2011).
У 1975-1998 роках село належало до Гожовського воєводства.

## Демографія
Демографічна структура станом на 31 березня 2011 року:
|          | Загалом | Допрацездатний вік | Працездатний вік | Постпрацездатний вік |
| -------- | ------- | ------------------ | ---------------- | -------------------- |
| Чоловіки | 37      | 11                 | 24               | 2                    |
| Жінки    | 33      | 5                  | 22               | 6                    |
| Разом    | 70      | 16                 | 46               | 8                    |